# Абоадела
Абоадела (порт. Aboadela)  —  район (фрегезия) в Португалии,  входит в округ Порту. Является составной частью муниципалитета  Амаранте. По старому административному делению входил в провинцию Дору-Литорал. Входит в экономико-статистический  субрегион Тамега, который входит в Северный регион. Население составляет 887 человек на 2001 год. Занимает площадь 20,85 км².